# 삼보 (불교)
삼보(三寶, 산스크리트어: त्रिरत्न triratna, 팔리어: tiratana, 영어: Three Jewels · Three Treasures)는 깨우친 사람들인 부처(佛) · 깨우친 사람들의 가르침인 법(法) · 깨우친 사람들의 가르침을 수행하는 이들인 승가(僧)를 통칭하는 불교 용어이다. 이들을 각각 불보(佛寶) · 법보(法寶) · 승보(僧寶) 또는 간단히 불 · 법 · 승이라고 한다. 보(寶)는 귀중하다는 뜻으로, "삼보"의 문자 그대로의 뜻은 "세 가지 귀중한 것" 또는 "세 가지 보석"이다. 흔히 불법승 삼보(佛法僧三寶)라고 말하는 경우가 많다.
불보는 깨달은 자들인 여러 부처들을 통칭한다. 법보는 부처들이 설한 가르침, 즉 교법으로 따라야 할 모범이 된다는 뜻이다. 승보는 부처들의 가르침에 따라 수행하는 이들을 통칭하는데, 승보를 뜻하는 승가는 화합(和合: 조화롭다 · 함께 한다)이라는 뜻이다.
불법승 삼보에 귀의하는 것을 삼귀의(三歸依) 또는 간단히 귀의(歸依)라고 한다.

## 같이 보기
- 귀의

## 참고 문헌
- 이 문서에는 다음커뮤니케이션(현 카카오)에서 GFDL 또는 CC-SA 라이선스로 배포한 글로벌 세계대백과사전의 내용을 기초로 작성된 글이 포함되어 있습니다.